# نخست‌وزیر هند

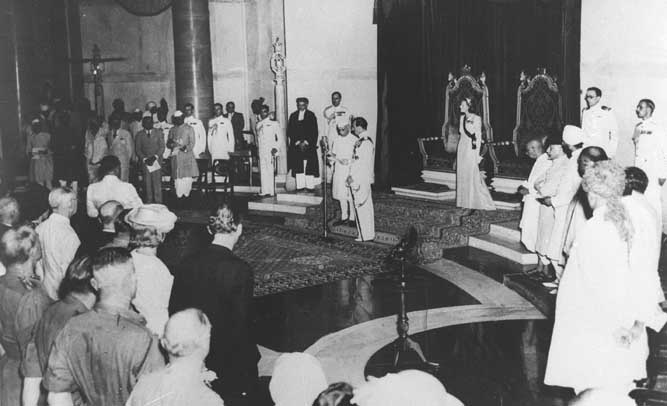
جواهر لعل نهرو در ۱۵ اوت ۱۹۴۷ به‌عنوان نخستین نخست‌وزیر هند، سوگند یاد می‌کند.

نخست‌وزیر جمهوری هند، رئیس قوهٔ مجریه در دولت هند است. نخست‌وزیر، رئیس شورای وزیران دولت مرکزی است و ریاست کابینه فدرال را بر عهده دارد. نخست‌وزیر هند می‌تواند عضو هر یک از دو مجلس پارلمان هند یا لوک سبها (مجلس مردم) و همچنین راجیه سبها (شورای ایالات) باشند. نخست‌وزیر، سومین مقام هند از نظر میزان اختیارات و قدرت سیاسی است.
نخست‌وزیر در هند، توسط رئیس‌جمهور هند منصوب می‌شود. با این حال، نخست‌وزیر باید از اعتماد اکثریت اعضای لوک سبها که با رأی مستقیم هر پنج سال یک بار انتخاب می‌شوند، برخوردار باشد. نخست‌وزیر، عضو ارشد شورای وزیران دولت هند است و به‌طور یک‌جانبه، انتخاب و عزل اعضای شورا را کنترل می‌کند.